# Каламијански аксис јелен
Каламијански јелен (лат. Axis calamianensis) је сисар из реда папкара (Artiodactyla) и породице јелена (Cervidae). 

## Распрострањење
Ареал врсте је ограничен на филипинска Каламијанска острва, која су једино познато природно станиште врсте.

## Станиште
Станишта врсте су шуме и травна вегетација. 

## Угроженост
Ова врста се сматра угроженом.